# أنا الحقير 3
أنا الحقير 3 (بالإنجليزية: 3 Despicable Me)‏ فيلم رسوم متحركة ثلاثي الأبعاد من نوع كوميدي من إنتاج إستديو إليمونيشن للترفيه ومن توزيع شركة يونيفرسل ستوديوز ومن إخراج كريس ريناود و هو الجزء الثالث في سلسلة أفلام أنا الحقير تم إصداره في 30 يونيو 2017 (الولايات المتحدة الأمريكية).

## تتمة
سيتبع Despicable Me 3 فيلم Despicable Me 4 (2024)، وهو الدفعة السادسة الشاملة في امتياز Despicable Me. ومن المقرر إصدار تكملة لفيلم Despicable Me 4 في 3 يوليو 2024.

## وصلات خارجية
- أنا الحقير 3 على موقع IMDb (الإنجليزية)
- أنا الحقير 3 على موقع ميتاكريتيك (الإنجليزية)
- أنا الحقير 3 على موقع روتن توميتوز (الإنجليزية)
- أنا الحقير 3 على موقع نتفليكس (الإنجليزية)
- أنا الحقير 3 على موقع قاعدة بيانات الأفلام العربية
- أنا الحقير 3 على موقع ألو سيني (الفرنسية)
- أنا الحقير 3 على موقع Turner Classic Movies (الإنجليزية)
- أنا الحقير 3 على موقع أول موفي (الإنجليزية)
- أنا الحقير 3 على موقع بوكس أوفيس موجو (الإنجليزية)
- أنا الحقير 3 على موقع فيلمافينيتي (الإسبانية)